# Церква Непорочного Зачаття Пресвятої Богородиці (Бродки)
Церква Непорочного Зачаття Пресвятої Богородиці в Бродках — храм УГКЦ у селі Бродках Тростянецької громади Стрийського району Львівської области України.

## Історія
1729 року польський король Август II підтвердив сільським священникам Якову і Данилу Докочинським, а також їхнім двом братам Теодору й Стефану свободи і права на два лани землі.
Протягом 1798–1803 років тривало будівництво церкви на кам'яному фундаменті й дубових підвалинах. 1885 року в церкві відправив Службу Божу архієпископ і митрополит Ісаак Миколай Ісакович. 
У 1891 році архітектор Альбін Загурський виготовив первісний проєкт та кошторис у розмірі 14 тисяч золотих римських на будівництво нової церкви. Найбільшу пожертву тоді здійснив власник маєтку вірменин Еміль Торосевич (9 тисяч). Але через різні клопоти будова затягнулася. У 1904—1908 роках зведення святині з ініціативи о. Іполита Погорецького вже велося за проєктом Василя Нагірного. 1915 року чин освячення храму здійснив митрополит Андрей Шептицький.
Намісний ряд іконостаса виготовив різьбяр Андрій Коверко. Запрестольну ікону Богородиці Непорочне Зачаття намалював художник Осип Курилас. У 2003 році поліхромією храму займалася Дрогобицька артіль художників, серед яких: Сергій Булко, Ігор Леськів, Ігор Орищак, Євген Хруник.
Біля церкви є дзвіниця, збудована 1937 року.

## Парохи
- о. Яків і Данило Докочинський (1729)
- о. Теодор Онишкевич
- о. Мартин Яримович (1832—1837)
- о. Іван Левицький (1837)
- о. Іван Пачовський (1837—1841)
- о. Яків Стельмахів (1841—1877)
- о. Іван Цепановський (1877—1878, 1879—1889)
- о. Стефан Коблянський (1878—1879, адміністратор)
- о. Микола Левицький (1889—1891, адміністратор)
- о. Іполит Сас-Погорецький (1891—1920)
- о. Максим Коверко (1921—1939)
- о. Юліан А. Кисілевський (1944)
- о. Іван Надольський
- о. Володимир Пігічин — нині.